# Xokleng
Cet article concerne le peuple xokleng. Pour la langue xokleng, voir Xoclengue (langue).
Les Xoklengs (ou encore Xoclengues) sont un groupe indigène du Brésil dont le territoire se trouve dans l'État de Santa Catarina. On les rencontre encore dans les réserves d'Ibirama, de Posto Velho et de Rio dos Pardos. On les appelle également botocudos.
Leur langue est le xoclengue.